# Камінський Григорій Наумович
Григорій Наумович Камінський (Гофман; (20 жовтня (1 листопада) 1895, місто Катеринослав, тепер місто Дніпро — розстріляний 10 лютого 1938, Москва) — радянський державний та громадський діяч, народний комісар охорони здоров'я РРФСР та СРСР. Член ВЦВК (з 1934 року), ЦВК СРСР (3—7-го скликань, кандидат у члени 1—2-го скликань). Кандидат у члени ЦК ВКП(б) у 1925—1937 роках.

## Життєпис
Народився в родині єврейського робітника-коваля (металіста) Наума Олександровича. У 1906 році закінчив початкову фабрично-заводську школу трубопрокатного заводу в Катеринославі. Пізніше жив у дядька-чоботаря в Мінську, де з 1909 по 1915 рік працював репетитором.
Член РСДРП(б) з квітня 1913 року.
У 1915 році закінчив із золотою медаллю чоловічу гімназію у Мінську.
З 1915 по 1917 рік — студент медичного факультету Московського університету (закінчив лише два курси), обирався до старостату. Одночасно з 1915 по лютий 1917 року — статистик Всеросійського бюро праці в Москві. Активний учасник революційного руху, за революційну діяльність переслідувався та заарештовувався.
У 1917 році — член Московського обласного бюро РСДРП(б), у березні 1917 року направлений до Тули. Обирався членом та керівником фракції більшовиків Тульської ради робочих і солдатських депутатів, гласним Тульської міської думи й членом Установчих зборів. Один із організаторів Тульського міського комітету РСДРП(б).
З 20 грудня 1917 по 16 червня 1918 року — секретар Тульського губернського комітету РСДРП(б). З грудня 1917 по 1918 рік — товариш (заступник) голови Тульського військово-революційного комітету. Тісно співпрацював з більшовиком І. П. Перовим. У червні — серпні 1918 року — товариш (заступник) голови Тульського губернського комітету РКП(б). Був керівником газет Тульщини, зокрема організатором та першим редактором (1918—1920) Тульської губернської газети «Комунар».
15 серпня 1918 — вересень 1920 року — голова Тульського губернського комітету РКП(б).
Одночасно, в серпні 1918 — серпні 1919 року — голова виконавчого комітету Тульської губернської ради. У серпні — грудні 1919 року — голова Тульського губернського революційного комітету. У грудні 1919 — вересні 1920 року — голова виконавчого комітету Тульської губернської ради.
 «Розумний більшовик, з ним всі залюбки співробітничають» (Іван Павлов). 
Під час боротьби з військами генерала А. І. Денікіна з серпня 1919 року — член Революційної військової ради (РВР) Тульського укріпленого району Південного фронту, у листопаді — грудні 1919 — член військової ради (РВР) 2-ї (резервної) армії РСЧА (формувалась у Тульській губернії).
У вересні 1920 року направлений ЦК РКП(б) до Азербайджану. 24 жовтня 1920 — 20 липня 1921 року — відповідальний секретар ЦК КП(б) Азербайджану та член Президії ЦК КП(б) Азербайджану. З 21 березня 1921 року — кандидат у члени Кавказького бюро ЦК РКП(б). З липня по серпень 1921 року працював головою Бакинської ради робітничих і червоноармійських депутатів.
У 1921—1922 роках — заступник голови правління Сільськосоюзу РРФСР.
У вересні 1922 — січні 1923 року — голова ЦК Всеросійської профспілки робітників землі й лісу «Всеробітземліс».
У лютому — жовтні 1923 року — завідувач відділу кооперації Народного комісаріату землеробства СРСР.
У жовтні 1923 — липні 1927 року — заступник голови правління Союзу сільськогосподарської кооперації СРСР.
У липні 1927 — вересні 1928 року — голова Союзу союзів сільськогосподарської кооперації, голова правління «Хлібоцентру».
У вересні 1928 — січні 1930 року — голова Колгоспцентру СРСР. На цих посадах був одним з керівників колективізації. «Перехід на колективні рейки решти селян буде питанням місяців, а не років» (Г. Н. Камінський на Листопадовому (1929) пленумі ЦК ВКП(б))
З 5 січня по серпень 1930 року — завідувач відділу агітації та масових кампаній ЦК ВКП(б).
22 липня 1930 — 25 лютого 1931 року — 3-й секретар Московського обласного комітету ВКП(б). 25 лютого 1931 — 23 січня 1932 року — 2-й секретар Московського обласного комітету ВКП(б).
30 січня 1932 — 17 лютого 1934 року — голова виконавчого комітету Московської обласної ради.
З 15 лютого 1934 року по 15 березня 1937 року — народний комісар охорони здоров'я РРФСР й одночасно з лютого 1934 по липень 1936 року працював головним санітарним інспектором СРСР, а з 20 липня 1936 до 25 червня 1937 року — народний комісар охорони здоров'я СРСР.
|  | Один з найкращих наших міністрів охорони здоров’я. Це був перший нарком охорони здоров’я СРСР, він не був лікарем, закінчив лише два курси медінституту. Він першим у світі приступив до створення системи профілактики в галузі охорони здоров’я. |

Разом із Миколою Семашком був засновником профілактичного напрямку радянської медицини. Серед медиків підтримував близькі стосунки з Іваном Павловим, Соломоном Левітом та іншими. У липні 1935 року ім'я Г. Н. Камінського було присвоєно Смоленському медичному інституту; його ім'я також носили деякі інші заклади.
Був одним з викривачів Олексія Рикова зі звинувачення 1936 року у підготовці теракту проти Сталіна у квітні 1932 року  [Архівовано 9 червня 2012 у Wayback Machine.]. Був у числі тих, хто підписав офіційний медичний висновок 17 лютого 1937 року про смерть (від паралічу серця) Григорія Орджонікідзе.
Заарештований після свого виступу на Пленумі ЦК того ж дня (25 червня 1937), 26 червня було ухвалено постанову пленуму: «Виключити Камінського, як такого, що не заслуговує довіри, зі складу кандидатів у члени ЦК ВКП(б) та з партії». 8 лютого 1938 року воєнною колегією Верховного суду СРСР за ст. 58 УК РРФСР засуджений до вищої міри покарання. Розстріляний 10 лютого 1938 року, похований на Комунарці.
Посмертно реабілітований 2 березня 1955 року Воєнною колегією Верховного суду СРСР. 17 лютого 1956 року поновлений в членах КПРС.
Ім'я Г. Н. Камінського носить одна з вулиць Тули.
Його персона є головним героєм бульварного роману Ігоря Мінутка «У червні тридцять сьомого…» (серія «Росія. Історія в романах» видавництва «Армада», 1997).

## Виступ на пленуміЦК 25 червня 1937року
Достатньо велика увага приділяється неординарному виступу Камінського на Червневому (1937) пленумі ЦК, в якому він висловив різке несхвалення роботи НКВС та провокаційно інформував ЦК про нібито відомі йому (за роки роботи в Азербайджані) чутки про зв'язки Берії з іноземними контррозвідками у роки Громадянської війни. В цьому можна спиратись лише на спогади очевидців, оскільки виступ відбувся 25 червня, а упродовж чотирьох днів 22—26 червня засідання не стенографувались.
Варте уваги те, що за два дні по тому (27.06.1937) Йосип Варейкіс в листі Сталіну охарактеризував виступ Камінського як «нісенітницю з категорії наклепу». Про це саме згадував у листі Сталіну 27.09.1937 Лазар Каганович: «Я упевнений, що Балашов діє не один, так само як не один був і Камінський, виступаючи на Пленумі ЦК зі своїм наклепом».
Широкого розповсюдження набула цитата з виступу: «Так ми перестріляємо всю партію».